# Catocala stretchii
Catocala stretchii är en fjärilsart som beskrevs av Hans Hermann Behr 1870. Catocala stretchii ingår i släktet Catocala och familjen nattflyn. Inga underarter finns listade i Catalogue of Life.